# アイアンハイド
アイアンハイド（Ironhide）はハズブロとタカラ（現タカラトミー）のトランスフォーマーシリーズのキャラクター。

## 戦え!超ロボット生命体トランスフォーマー
『戦え!超ロボット生命体 トランスフォーマー』の第1話から登場。声を担当したのは英語版がピーター・カレン、日本語版が速水奨、平田広明（未放送分）。

### 性格・特徴
サイバトロン総司令官コンボイのボディーガード的な存在であり、チェリーバネットに変形する勇猛果敢な警備員。
日本語版では若さを強調しているが、海外版の設定ではコンボイの次に年長である。常にコンボイの横にいる事実上の副官であり、第22話（英語版では第24話）「二人のコンボイ」ではコンボイに代わって指揮を執ったこともある。
サイバトロンの戦闘員として申し分の無い実力を有しており、主力武器はビームガンとビームライフルで、左手の五指から火炎を放射し、左手の人差し指から捕縛ビームを消滅させる光線を発射する。拳を引き込んで腕から冷凍ガスや強風、瞬間接着光線を発射することが可能。手からドリルやワイヤーアンカー、ソニックレーダーも出せる。背中にはジェットパックが搭載されており、一応は飛行が可能。ビークルモードでのフロントガラスにあたる胸部の部分には、他者の接近などをシグナルで察知する機能を持つ。牽引用のマグネットビームも出せる。
デストロンを倒すという戦士としての気構えが非常に強く、第3話「地球脱出!」において、ルビークリスタル鉱山から脱出したデストロン軍団をコンボイの制止を振り切って追跡したこともあった。
しかし、そういった気性の激しさゆえにデストロン軍団の攻撃の罠に陥りやすい部分もあり、第3話では飛行能力（序盤の数話においてサイバトロンも飛行するシーンがある）に勝るデストロンの前に敵わず、敢えなく返り討ちに遭って負傷したり、第10話（英語版では第14話）「セイバートロン星の掟」でも、デストロン側の罠を見抜けないという失態を冒している。
ただ、そういう過激な一面が目立つ一方で、実直で真面目な性格であり、第15話（英語版では第18話）「イモビライザー」では、自身の勘違いでホイルジャック/Whilejackに迷惑をかけたり、地球人の少女であるカーリーに気を取られて、デストロン軍団の接近を許してしまい、そのことで自信を無くして「戦士としての職務を解任して欲しい」とコンボイに頼むほど思い詰めることもあった。そしてデストロンによって溺死しかかったカーリーを身体を張って助けに向かった。
第21話（英語版では第29話）「インセクトロン・シンドローム」でも地球人の少年であるスパイクを落石から身を挺して庇ったり、第59話（英語版では第65話）「ブルーティカスの復活」では、ハイスクールの少年たちに「危険だから近づかないように」と言うなど、スパイクやカーリーをはじめ、地球人の若者相手には穏和な態度で接することも多い。
第41話（英語版では第48話）「アルファートリンを探せ!」ではセイバートロン星に恋人であるウーマンサイバトロン、クロミア/Chromiaが居ることが明らかになった。
名前の由来は『鬼警部アイアンサイド』。

### 活躍
アニメではサイバトロン側の準レギュラーとして地球が舞台の話ではほぼ毎回登場する。
『トランスフォーマー ザ・ムービー』では相変わらずデストロンを叩き潰す意欲を見せていたが、コンボイの命令で仲間たちと共に地球に向かうところで、メガトロン率いるデストロン軍団に乗っている宇宙船を乗っ取られる。その攻撃で仲間たちは倒れ、自身も致命傷を負いながらも最後までメガトロンに食らいついたが、融合カノン砲の直撃を受けて戦死。
『戦え!超ロボット生命体トランスフォーマー2010』の第8話では、小惑星帯にアイアンハイドをはじめ、ユニクロン戦争の戦死者たちを弔った墓地があったが、クインテッサ星人の策略によって墓地は破壊されてしまった。

#### コミック版

##### 戦え!超ロボット生命体トランスフォーマー ザ☆コミックス
テレビマガジン版トランスフォーマーでは第2話のみ登場。日本のパトロールの任務についていたが、バンブルがサウンドウェーブ率いるカセットロンに襲われていることを知り、クリフと共にカセットロンを追い詰める。

##### トランスフォーマー スターゲート戦役
初登場は第1話「FIRST CONTACT」。冒頭コンボイの演説に同行している。
第4話ではコンボイ不在の中、サイバトロンを率いてトリガーに集結したデストロンと戦う。

### 玩具
元の玩具は 『ダイアクロン』・カーロボットのチェリーバネットである。元はダイアクロン隊員をフロントガラス越しに載せるパワードスーツのような位置づけであったため、顔が無く車体後部が移動砲台になるなど、アニメと大きく異なる。当時開発に携わったタカラトミーのスタッフ・大野光仁も「消化不良」と評し、「ダイアクロンでは隊員を乗せられるが、ヒーローロボットとしては異質だったのでいつか作り直したい」とコメントしたこともある。
当時、日本では発売されず、2001年に『コレクターズエディション』にてイベント限定で復刻。
2007年の『トランスフォーマー アンコール』では「05」として初の一般発売が行われた。また、パッケージのベロの部分にアニメ版の顔のペーパークラフトがついており、座席部分に挿すことでアニメ版の顔を再現可能となっている。
2008年にはダイアクロン時代の黒いボディを再現した「アイアンハイド プロテクトブラック」がe-hobby通販限定で発売された。

#### その他の玩具
サイバトロン戦士22セット
セブンより発売された塩ビ人形セットに付属。アニメに準拠したデザイン出始めて立体化された玩具である。
サントリーコーヒーボス トランスフォーマーオリジナルフィギュア
サイバトロン側のラインナップ。全10種類。

## G2
1993年から始まった『トランスフォーマー G-2』では、ゴーボッツの一員として軍事戦略家アイアンハイドが登場。色違いの同形キャラに、モーターマウス/Mortormouthがいる。
日本未発売キャラだったが、『カーロボット』では塗装変更品がスパイチェンジャーのオックスとして発売された。

## EU展開
G2と同じ時期にヨーロッパで、パワーマスター軍事戦略家アイアンハイドが発売。
玩具は装甲車に変形するが、必要最低限な変形機構を持つだけの簡素なものとなった。

## マイクロン三部作（ユニクロン三部作）
『超ロボット生命体トランスフォーマー マイクロン伝説』に始まるテレビアニメ作品、マイクロン三部作（ユニクロン三部作）に登場したキャラクター。海外名はデモリッシャー/Demolishor。シリーズでは一貫してデストロン兵士の地位にある。声は日本語版を遊佐浩二、英語版をアルヴィン・サンダーズが担当した。

### 超ロボット生命体トランスフォーマー マイクロン伝説
第2話から登場。メガトロンとともに地球に来たデストロン戦士。ミサイルタンク（対空戦車）に変形し、ボディカラーは砂色。一人称は「私」。パートナーのマイクロンはサーチ / Blackout。実直な性格でメガトロン / Megatronへの忠誠心が厚い兵士として描かれ、後半でマイクロンの力によってスーパーモードに進化し、ボディカラーも赤と銀色を基調にしたものになった。自分で考えるのが苦手であり、すぐメガトロンに頼る。また、デストロンのためを思い、仲間を大切にし、スタースクリーム / Starscreamほどではないが、マイクロンに対する愛情もある。あまりの忠実さゆえに自分の手に入れたマイクロンを横取りされたこともあるなど、良くも悪くも、デストロンに向いていない戦士。指先からの「フィンガーカノン」、肩の「アイアンミサイル」など武器が重火器に重点が置かれているために強さは火力に特化されており、そのためか格闘戦は苦手らしく、スタースクリームとのマイクロン争奪戦では格闘戦で負けたが、結果的にこの負けが、力不足を補うためとしてマイクロンを授けられる理由になった。メガトロンの命令によりスターセイバーを受け取りに来た際、スタースクリームがウィングブレードを手にした時は彼の意向通りにするなど、スタースクリームを恐れているような面もあったが、後半、スタースクリームがデストロンに復帰した後は彼に対する見方が変わったようで、孤立してしまったスタースクリームを唯一心配していた。
第43話でスカージの攻撃で瀕死の重傷を負った際、マイクロンの力により、アイアンハイド S（スーパーモード）に進化した。

#### 玩具（マイクロン伝説）
日本では2002年12月27日に「MD-03」のナンバーを与えられて発売。玩具はパートナーマイクロンはサーチ / Cometorが付属。ランドミリタリーマイクロンとのセット箱「MS-03 アイアンハイド&ランドミリタリーマイクロン」も発売されている。203年9月27日に「MD-10」のナンバーを与えられて、「アイアンハイドS（スーパーモード）」が発売、パートナーマイクロンもスパークサーチに変更されている。サイズは海外版の基準ではスーパーコン（SUPERCON）。

### トランスフォーマー スーパーリンク
続編の『スーパーリンク』にも登場しているが、ボディカラーはライトグリーンになった。前作『マイクロン伝説』と同じく、対空戦車に変形する。アイアントレッドに復活した後はダンプカー型ロケット弾発射機（ダンプカー）に変形する。和解したサイバトロンや地球人たちとも友好的な関係を築いておりオーシャンシティで警備兵をしていたが、ガルバトロン / Megatronが復活すると、友情と忠誠心との板挟みになって苦しんだ。ガルバトロンへの忠誠心は篤く、後に第16話でエネルゴングリッドからガルバトロンを庇って、ロードバスターに戦士としての生き様を見せつけて死亡した。その後、第17話でガルバトロンによってスパークが利用されアイアントレッド / Demolishorとして復活し、一人称は「俺」に変わった。復活した時には全ての記憶は失われ、サイバトロン、地球人への共感も一切を無くしてしまった。
性格は野生的になり、攻撃力を増幅させゴリラのようにドラミングをすることをしきりに行い（時にそれは威嚇行為になることもある）、以前のような知的な面は薄らぎ、またアイアンハイドの時の記憶もない。その様子を見たガルバトロンや スノーストーム / SnowCat は複雑な表情を浮かべていた。

#### 玩具（スーパーリンク）
日本では2003年12月27日に「SD-02」のナンバーを与えられて発売。玩具ではパートナーマイクロンはサーチ / Cometorが付属。
アイアントレッドは2004年4月28日に「SD-11」のナンバーを与えられて発売。サイズは海外版の基準では共にコンバットクラス。

## 実写映画版
オートボットの武器担当技術兵。第2作目『トランスフォーマー/リベンジ』以降は、第1作目で戦死した副官のジャズ/Jazzに代わって、オートボットの副官を引き継いだ。
ボディカラーは黒であるが、性格は初代（G1）と同じように頭に血が昇りやすい性格で、戦闘に関しては優れた能力を発揮する戦いのプロフェッショナルである。武器である両腕のキャノンなど重火器を使いこなす。変形は黒のGMC・トップキック C4500。この車は、初代（G1）のトレイルブレイカー/Trailbreakerのカーモードを彷彿とさせる。
第1作目ではオートボットの総司令官で、トランスフォーマー側の主人公であるオプティマスプライム（コンボイ）/Optimus Primeとは長い付き合いだが、人間側の主人公であるサム・ウィトウィッキー（サミュエル・ジェームズ・“サム”・ウィトウィッキー）/Sam Witwicky以外の人間の存在を快く思っていなかった。
第2作目ではアメリカ陸軍少佐にしてN.E.S.T.（ネスト）部隊指揮官であるウィリアム・レノックスたちと共に上海やエジプトなどの前線で多くの活躍を見せる。相変わらず血気盛んで好戦的。
第3作目『トランスフォーマー/ダークサイド・ムーン』の中盤において、先代総司令官センチネルプライム/Sentinel Primeの裏切りに遭い、彼の腐食銃で撃たれた結果、全身をコズミックルストに蝕まれて死亡するという最期を遂げた。
世界のユニバーサル・スタジオ・テーマパークに存在する、実写映画版『トランスフォーマー』シリーズをテーマにした3Dシミュレーションライドタイプのアトラクション『トランスフォーマー・ザ・ライド3D』では、N.E.S.T.（ネスト）新兵の訓練指導も務めており、待ち列では映画本編のシーンを引用してディセプティコンを紹介する。「人間は小さく鈍い」「人間だけではディセプティコンには勝てない」と人間を快く思っていない部分は未だ変わっていない。また、ゲストの持ち物を検査する際に1人がチュロスを持っていることが発覚した時は「ここはテーマパークじゃない」と第四の壁を思わせる形で叱責する。ライド本編ではイーバック（イーヴァック）を市街地から逃すべくラチェットと協力してデバステーターに立ち向かう。
声を担当したのは英語版がジェス・ハーネル、ゲーム版では第1作目のみマーク・ライアンが担当し、第2作目以降は映画と同じくジェス・ハーネルが担当。日本語版が北川勝博。
スピンオフ作品『バンブルビー』にも登場。同作では他のキャラクター同様にデザインが初代（G1）を彷彿とさせるものとなっている。

## 変形!ヘンケイ!トランスフォーマー
海外の玩具展開『Transformers Universe』にて発売されたものの塗装変更品。頭部も作られており、初代（G1）と異なりSUVタイプの車体に変形する。国内展開の『変形!ヘンケイ!トランスフォーマー』では「C-11」のナンバーを与えられて2008年11月に発売された。サイズは海外版の基準でデラックス（DELUXE）。後に仕様変更品としてラチェットが発売された。
付属コミックスでは血の気の多い性格として描かれている。サイバトロンがガルバトロンに苦戦する中、一矢報いて勝利する。

## アニメイテッド
本作品では英語版と日本語版でアイアンハイドと呼称されるキャラクターが異なるため、やや状況が煩雑である（名称以外の設定は海外版と同様）。

### アイアンハイド（バルクヘッド）
日本語版の「アイアンハイド/Ironhide」は本来の海外名が「バルクヘッド/Bulkhead」だったが、実写映画版にあやかる意味で日本語版ではアイアンハイド/Ironhide/Bulkheadに改名となった。
オートボット（Autobots）随一の巨体の持ち主で、外観や性格でのG1（初代）のアイアンハイド/Ironhideの共通点はあまり無いが穏和な性格で、若年者に優しい部分は共通している。巨体ゆえにその気がなくても、周囲の物を破壊してしまうことがあった。外観に似合わず手先が器用で、スペースブリッジ（Space Bridge）の技術者を志しており、後半のスペースブリッジ（Space Bridge）絡みの話では、それを活かした知識で活躍することもあった。アースモードは緑色の装甲車（SWAT戦闘トラック）に変形、サイバトロンモードではブルドーザーに変形する。
第4シーズンではサリ・サムダック/Sari Sumdacと共にサイバトロン星（Cybertron）に残ることになる予定であった。
声を担当したのは英語版がビル・ファッガーバッケ、日本語版が三宅健太。

### アーマーハイド （アイアンハイド）
元来（英語版）の「アイアンハイド/Ironhide」はG1（初代）のアイアンハイド/Ironhideをモチーフにしたキャラクターであり、日本語版では重複を避けるため「アーマーハイド/Armorhide」に変更されている。
体表を鋼鉄よりも硬化させる能力を持った若きオレンジ色の戦士。アイアンハイド/Ironhide/Bulkheadやバンブルビー/Bumblebeeらと同期だったが、エリート意識から他人を蹴落としたり、陰湿な虐めをするようなオートボット（Autobots）としてはかなり問題のある性格で、ロングアーム/Longarm Prime（ショックウェーブ/Shockwave）の策略によって、ワスプ/Waspがスパイとして逮捕されるきっかけを作ってしまう。後にチームロディマス（チーム・アセニア）の一員として登場。サイバトロンモードはサイバトロンモードのラチェット/Ratchetと同型の四脚型トランスポーターに変形する。
第4シーズンではオールスパーク(All Spark)と一体となったプロール/Prowl、サイバトロン星（Cybertron）に残ることとなったサリ・サムダック/Sari Sumdacとアイアンハイド（バルクヘッド）/Ironhide/Bulkheadに代わり、ジャズ/Jazzと共に「新生オプティマス部隊」の新たなメンバーとして加入する予定であった。アースモードは上司のエリートガード（Cybertron Elite Guard）の参謀センチネル/Sentinel Primeと同型のモンスタートラック（大型除雪車）に変形する。
アースモードは2つの異なるデザインがあり、1つは『実写映画版』のアイアンハイド/Ironhideのカラーリングによく似た黒色と肩の形状にセンチネル/Sentinel Primeによく似たデザインで、もう1つはG1（初代）のアイアンハイド/Ironhideの玩具（顔が無くフロントガラス越し）によく似たもので武器は両腕に取り付けたアームキャノン/アームキャノン砲（Arm cannon）を装備しているデザインになる予定であった。
声を担当したのは英語版がコーリー・バートン、日本語版が伊丸岡篤。

## その他特記事項
『ビーストウォーズII』のサントン/Santon、『カーロボット』のオックス/OX（スーパーオックス/Super OX）、『スーパーリンク』のロードバスター/Roadbuster/Ironhide（ロードバスターW（ワイルド）/Roadbuster Wild/ Energon Ironhide）は海外名がアイアンハイド/Ironhideである。